# Сделано у нас
Сделано у нас (СуН, Sdelanounas.ru) — российский интернет-сайт, публикующий сообщения об успехах России в разных областях. Девиз сайта: «Нам есть чем гордиться!»

## Концепция
Сайт предназначен для публикации на нём материалов, рассказывающих о производстве, строительстве и модернизации в России. Наполнение сайта ведётся по принципу социальной сети: записи может добавлять любой зарегистрированный пользователь, после чего они попадают в ленту «Новые». В течение суток прочие пользователи могут оценивать эту запись, повышая или понижая её рейтинг. Когда рейтинг публикации достигает определённого порога, она попадает в основную ленту новостей.
В материалах обязательно должны указываться источники (желательно первоисточники) информации. Правила ресурса гласят, что «сайт — вне политики», поэтому рекомендуется редактировать тексты новостей, минимизируя в них политическую составляющую. К комментариям пользователей таких требований не предъявляется, рекомендуется лишь «не злоупотреблять» в них матом. Главное требование к публикуемым на сайте материалам — описание реализованных или реализуемых проектов. Согласно правилам сайта, сообщения о проектах, только планируемых к реализации, удаляются модераторами.

## История
Создателем сайта является ростовский программист Роман Ковригин. Домен был зарегистрирован 10 сентября 2010 года. По словам Ковригина, к созданию сайта его подтолкнуло обилие негативной информации в Рунете о России. Первые полгода Ковригин занимался всей работой самостоятельно, затем у него появились добровольные помощники, взявшие на себя поиск и публикацию новостей. На сайте появились модераторы из числа активных пользователей ресурса, которые взяли на себя функции по контролю за соблюдением правил, проверку новостей и отсев откровенной рекламы.
О ресурсе стали рассказывать в СМИ, первой появилась статья в АиФ, потом несколько публикаций в «Российской газете», автор участвовал в программе «Чужой» на радиостанции «Маяк», проект обсуждался на радиостанции «Эхо Москвы» (ведущие М. Ганапольский и Т. Фельгенгауэр разошлись во мнениях относительно рассматриваемого проекта, оценив его положительно и отрицательно соответственно; аудитория программы также не пришла к единому мнению, разделившись в своем отношении к ресурсу приблизительно поровну (54 % за и 46 % против)).
В 2011 году сайт начал собирать и публиковать статистику по новым открытым производствам в России. В ежемесячные обзоры входят как новые производства, построенные с нуля, так и новые производственные площадки и цеха, созданные на базе существующих предприятий. Эту инициативу сайта «Сделано у нас» упомянул сайт i-Russia, интернет-орган Совета при Президенте по модернизации экономики и инновационному развитию России.
К концу 2012 года над наполнением сайта активно работало порядка 800 человек, а всего, по состоянию на июнь 2013 года, на нём зарегистрировалось более 15 тысяч; при этом сайт в среднем посещало более 20 тысяч уникальных посетителей в день (порядка 3 миллионов просмотров за месяц). По данным на ноябрь 2013 года, сайт в выходные посещали в среднем 25 тысяч уникальных посетителей, а в будни — 27-28 тысяч.
Сайт стал использоваться СМИ для подготовки своих материалов. Так например, редакция издания «Эксперт 400» выразила благодарность администрации сайта и Роману Ковригину за «содействие в подготовке материала» одной из статей. «Российская газета» также сотрудничала с администрацией сайта «Сделано у нас» при подготовке своих материалов.

## Критика проекта
Критики проекта заявляют о его необъективности.
Проект и его автора часто подозревают в связях с подконтрольными властям организациями, однако сам автор проекта отрицает свою связь с любыми политическими организациями, о чём сказано на сайте в разделе «Вопрос-ответ»: «Нет, сайт никак не связан с политическими движениями или партиями. Автор сайта также никогда не состоял ни в каких политических, или любых других, организациях, кроме пионерского движения».